# Agnes Macphail
Agnes Campbell Macphail (Contea di Grey, 24 marzo 1890 – Toronto, 13 febbraio 1954) è stata una politica, giornalista e insegnante canadese nota per essere la prima donna eletta al parlamento canadese. Attiva per tutta la sua vita nella politica progressista canadese, Macphail ha lavorato e promosso le sue idee attraverso la scrittura, l'attivismo e la legislazione.

## Biografia

### Primi anni di vita
Agnes Macphail nacque da Dougald McPhail e Henrietta Campbell a Proton Township, nella Contea di Grey, in Ontario, il 24 marzo 1890 (sebbene il suo cognome fosse scritto "McPhail" alla nascita, durante un viaggio in Scozia scoprì che il cognome della sua famiglia era in realtà "Macphail" e lo cambiò di conseguenza.) Fu cresciuta nella Chiesa Metodista ma si convertì alla Chiesa degli Ultimi Giorni da adolescente, la Chiesa del suo zio missionario.
Frequentò l'Owen Sound Collegiate and Vocational Institute per un anno. Anche se promettente, si trasferì alla Stratford Normal School per vivere da un suo parente. Si laureò nel 1910 con un certificato d'insegnante di seconda classe. Fece domanda per cinque incarichi e venne accettata per tutti e cinque. Sosteneva che ciò non era dovuto alla sua competenza ma alla scarsità d'insegnanti all'epoca. Insegnò in diverse scuole rurali in comunità come Port Elgin, Honeywood e Newmarket.
Mentre lavorava a Sharon, Macphail divenne attiva politicamente, entrando negli United Farmers of Ontario (UFO) e nella sua organizzazione femminile, la United Farm Women of Ontario. In questo stesso periodo divenne anche un'articolista per il Farmer's Sun.

### Politica federale
Dopo gli emendamenti alla legge elettorale da parte del governo del partito conservatore nel 1919, Macphail fu eletta alla Camera dei Comuni come membro del Partito progressista del Canada per il distretto elettorale di Gray Southeast, nelle elezioni federali del 1921. Fu la prima donna membro del Parlamento (MP) in Canada. Macphail fu rieletta nelle elezioni federali del 1925, 1926 e 1930.
Macphail si oppose al Royal Military College of Canada nel 1924 sostenendo che insegnava la snobiltà e che forniva un'educazione economica solo ai figli dei ricchi e, ancora nel 1931, su basi pacifiste.
Come membro radicale del Partito progressista Macphail si unì al socialista Ginger Group, fazione del Partito progressista che in seguito portò alla formazione del Co-operative Commonwealth Federation (CCF). Divenne il primo presidente della CCF dell'Ontario nel 1932. Tuttavia, lasciò la CCF nel 1934 quando gli United Farmer of Ontario si ritirarono, per timore dell'influenza comunista nella CCF dell'Ontario. Mentre Macphail non era più formalmente un membro del CCF, rimase vicina ai parlamentari del CCF e spesso partecipò a riunioni di caucus. Il CCF non ha candidato sfidanti contro Macphail nelle sue tre successive campagne federali.
Nelle elezioni federali del 1935, Macphail fu nuovamente eletta, questa volta in qualità di deputato degli Stati Uniti dell'Ontario-Laburista per la neonata circoscrizione di Gray-Bruce. Era sempre una voce forte per le questioni rurali. Macphail fu anche un forte sostenitrice della riforma penale e i suoi sforzi contribuirono al lancio della Commissione investigativa di Archambault nel 1936. Il rapporto finale divenne la base per la riforma dei penitenziari canadesi dopo la seconda guerra mondiale. La preoccupazione di Macphail per le donne nel sistema di giustizia criminale la portò, nel 1939, a fondare l'Elizabeth Fry Society of Canada, dal nome della riformatrice britannica Elizabeth Fry.
Le cause che sosteneva includevano pensioni per anziani e diritti dei lavoratori. Macphail è stata anche la prima donna delegata canadese alla Società delle Nazioni a Ginevra, in Svizzera, dove ha lavorato con il Comitato per il disarmo mondiale. Sebbene pacifista, ha votato per far entrare il Canada nella seconda guerra mondiale.
Nelle elezioni del 1940 fu sconfitta. Con la morte del deputato della Riforma Unita per Saskatoon City, Walter George Brown, pochi giorni dopo le elezioni, Macphail venne reclutata dal Movimento delle Riforme Unite per candidarsi alle elezioni suppletive per occuparne il seggio. Il 19 agosto fu sconfitta dal candidato conservatore progressista Alfred Henry Bence. Ricevette 4 798 voti, mentre Macphail si piazzò al secondo posto con 4 057 voti. Era la sua ultima campagna federale come candidata.

### Giornalismo

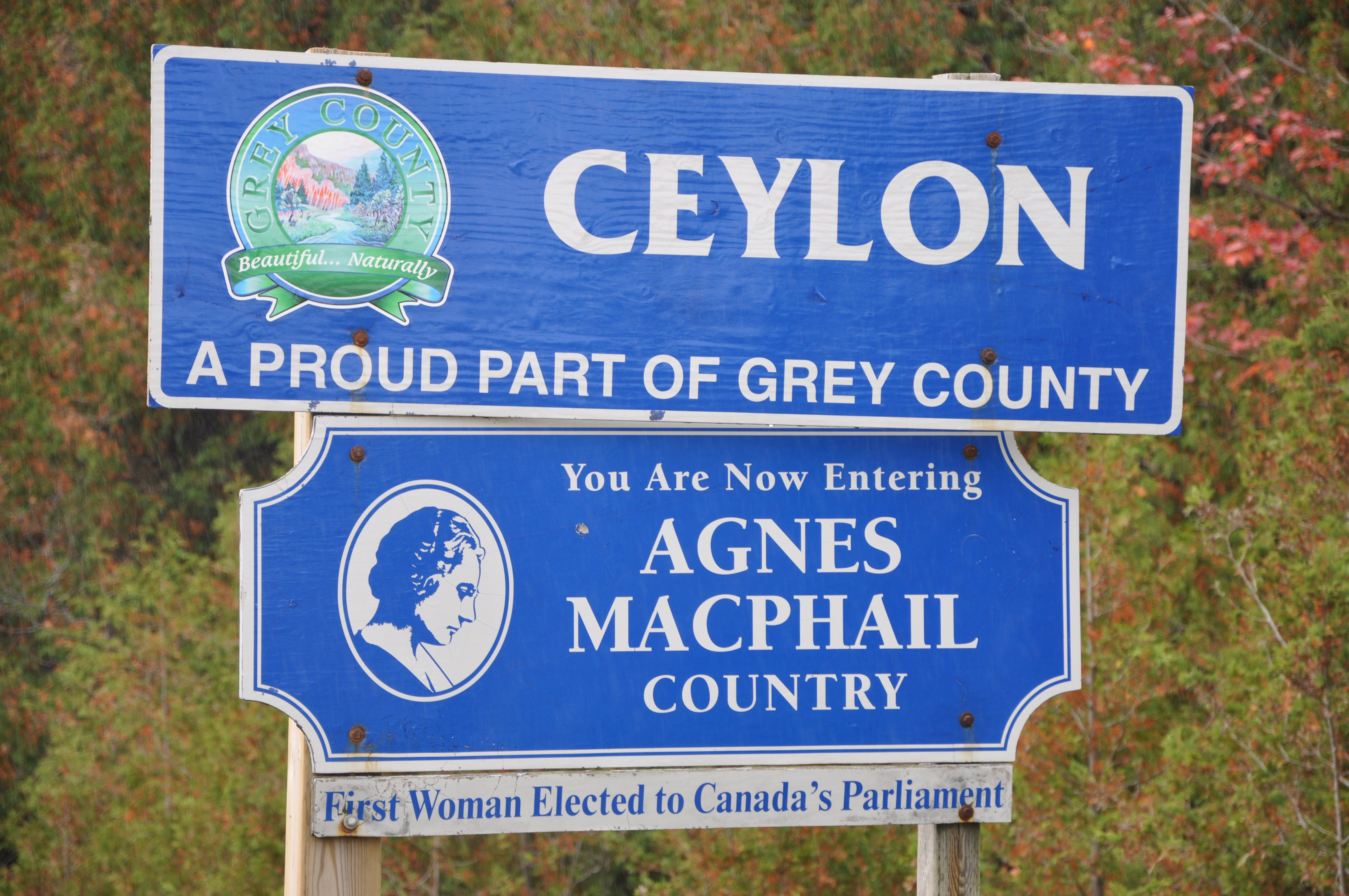
"Agnes Macphail Country"

Macphail era una frequente collaboratrice dei giornali nella contea di Grey, come il Flesherton Advance, che spesso la impiegava come corrispondente nel resto del paese. Scrisse dispacci dal Parlamento su notizie politiche di interesse per le comunità rurali. Scrisse un certo numero di pezzi per il The Farmer's Sun, un settimanale progressista dell'Ontario, tra cui una serie di reminiscenze sulla storia rurale dell'Ontario. Scrisse pezzi sull'agricoltura per il giornale Globe and Mail a Toronto e contribuì con pezzi di politica all'Era Newmarket.
Dopo una tragedia familiare nella sua città natale si trasferì nel sobborgo di Toronto di East York, nell'Ontario, e nel 1942 si unì alla CCF dell'Ontario diventandone il suo organizzatore.

### Politica provinciale
Nelle elezioni provinciali del 1943, Macphail fu eletta all'Assemblea Legislativa dell'Ontario come membro del CCF dell'Ontario che rappresentava la zona suburbana di Toronto nel York Est. Lei e Rae Luckock furono le prime donne elette alla Legislatura dell'Ontario. Fu la prima donna a prestare giuramento come parlamentare provinciale dell'Ontario (MPP). Sebbene sconfitta nelle elezioni provinciali del 1945 fu eletta nuovamente nelle elezioni del 1948. Macphail fu la prima responsabile della prima legislazione dell'Ontario per i salari equi, approvata nel 1951, ma non fu in grado di continuare i suoi sforzi quando fu sconfitta alle elezioni più tardi quell'anno. A quel tempo Macphail era a malapena in grado di sostenersi attraverso il giornalismo, gli eventi pubblici e l'amministrazione della CCF dell'Ontario.
Macphail era ansiosa di vedere più donne in politica. Disse: "La maggior parte delle donne pensa che la politica non sia una donna, beh, io non sono una donna, sono un essere umano".

### Vita privata
Macphail non si sposò mai. Morì il 13 febbraio 1954 all'età di 63 anni, a Toronto, poco prima che le fosse offerto un seggio al Senato del Canada. È sepolta a Priceville, in Ontario, con i suoi genitori e Gertha Macphail, una delle sue due sorelle.

## Elezioni
| Elezioni generali dell'ontario | Elezioni generali dell'ontario | Elezioni generali dell'ontario | Elezioni generali dell'ontario |
| Partito                        | Candidato                      | Voti                           | %                              |
| ------------------------------ | ------------------------------ | ------------------------------ | ------------------------------ |
| Co-operative Commonwealth      | Agnes Macphail                 | 12 016                         | 46.4                           |
| Progressive Conservative       | John A. Leslie                 | 10 440                         | 40.3                           |
| Liberal                        | H.J. McConnell                 | 3 459                          | 13.3                           |
| Totali voti validi             | Totali voti validi             | 25 915                         | 100.0                          |

### Federale: Saskatoon City
| Elezione del 19 agosto 1940 | Elezione del 19 agosto 1940 | Elezione del 19 agosto 1940 |
| Partito                     | Candidato                   | Voti                        |
| --------------------------- | --------------------------- | --------------------------- |
| Conservative                | Alfred Henry Bence          | 4 798                       |
| United Reform               | Agnes MacPhail              | 4 057                       |
| Liberal                     | Michael Patrick Hayes       | 2 421                       |
| Independent Liberal         | Sidney Walter Johns         | 2 250                       |
| Independent Social Credit   | George Howard Bradbrooke    | 1 200                       |
| Independent                 | Agnes Wilna Moore           | 491                         |

### Federale: Grey—Bruce
| Elezioni federali canadesi, 1940: Grey—Bruce | Elezioni federali canadesi, 1940: Grey—Bruce | Elezioni federali canadesi, 1940: Grey—Bruce |
| Partito                                      | Candidato                                    | Voti                                         |
| -------------------------------------------- | -------------------------------------------- | -------------------------------------------- |
| Liberal                                      | HARRIS, Walter Edward                        | 6 389                                        |
| National Government                          | KNECHTEL, Karl Daniel                        | 4 944                                        |
| United Farmers of Ontario–Labour             | MACPHAIL, Agnes Campbell                     | 4 761                                        |

| Elezioni federali canadesi, 1935: Grey—Bruce | Elezioni federali canadesi, 1935: Grey—Bruce | Elezioni federali canadesi, 1935: Grey—Bruce |
| Partito                                      | Candidato                                    | Voti                                         |
| -------------------------------------------- | -------------------------------------------- | -------------------------------------------- |
| United Farmers of Ontario–Labour             | MACPHAIL, Agnes C.                           | 7 210                                        |
| Liberal                                      | HALL, Walter Allan                           | 5 727                                        |
| Conservative                                 | CAMPBELL, Lewis G.                           | 5 100                                        |

### Federale: Grey Southeast
| Elezioni federali canadesi, 1930 | Elezioni federali canadesi, 1930 | Elezioni federali canadesi, 1930 |
| Partito                          | Candidato                        | Voti                             |
| -------------------------------- | -------------------------------- | -------------------------------- |
| Progressive                      | Agnes Campbell MacPhail          | 6 619                            |
| Liberal                          | Lewis G. Campbell                | 6 376                            |

| Elezioni federali canadesi, 1926 | Elezioni federali canadesi, 1926 | Elezioni federali canadesi, 1926 |
| Partito                          | Candidato                        | Voti                             |
| -------------------------------- | -------------------------------- | -------------------------------- |
| Progressive                      | Agnes Campbell MacPhail          | 7 939                            |
| Conservative                     | Robert Thomas Edwards            | 6 211                            |

| Elezioni federali canadesi, 1925 | Elezioni federali canadesi, 1925 | Elezioni federali canadesi, 1925 |
| Partito                          | Candidato                        | Voti                             |
| -------------------------------- | -------------------------------- | -------------------------------- |
| Progressive                      | Agnes C. MacPhail                | 6 652                            |
| Conservative                     | Lewis G. Campbell                | 5 245                            |

| Elezioni federali canadesi, 1921 | Elezioni federali canadesi, 1921 | Elezioni federali canadesi, 1921 |
| Partito                          | Candidato                        | Voti                             |
| -------------------------------- | -------------------------------- | -------------------------------- |
| Progressive                      | Agnes Campbell MacPhail          | 6 958                            |
| Conservative                     | Robert James Ball                | 4 360                            |
| Liberal                          | Walter Hastie                    | 2 638                            |

## Tributi

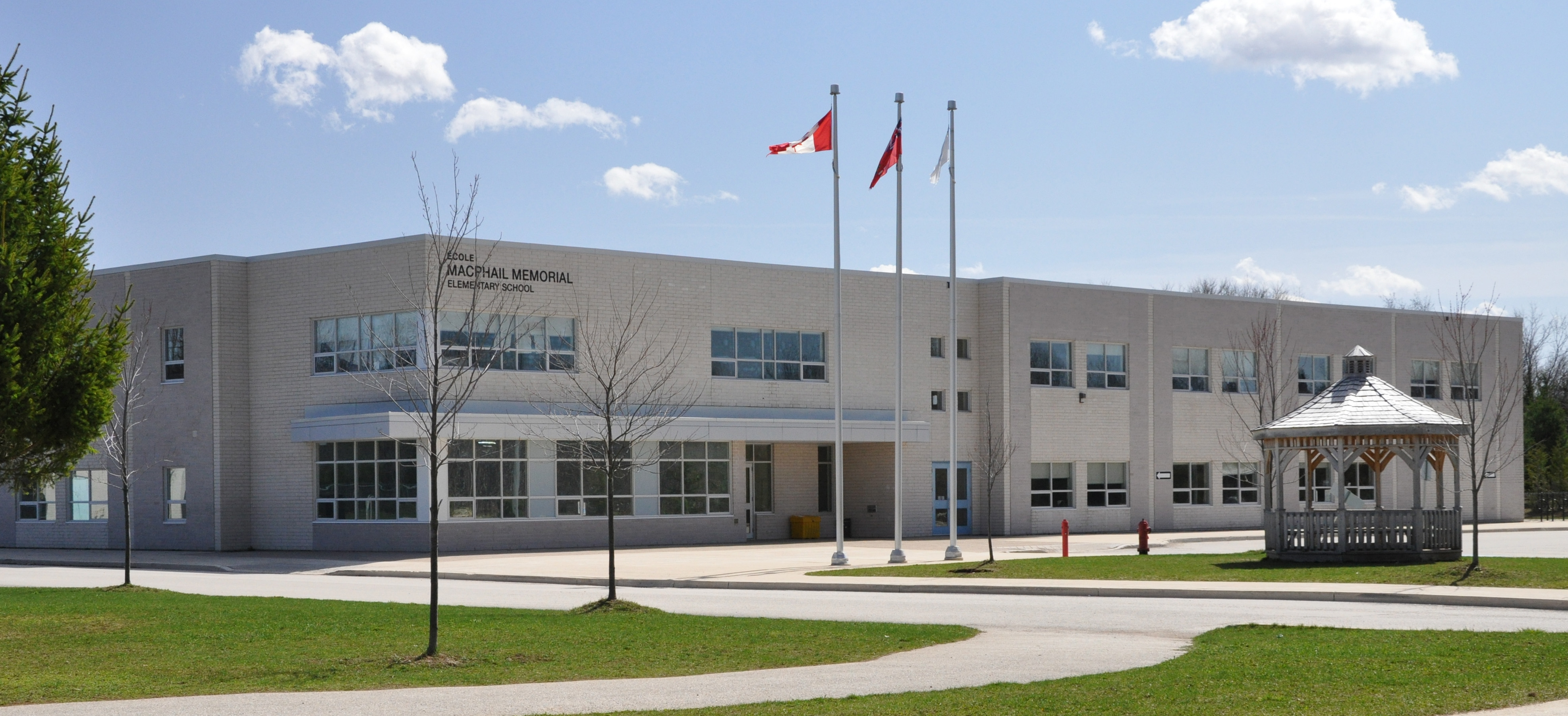
La scuola elementare commemorativa Macphail a Flesherton, in Ontario.

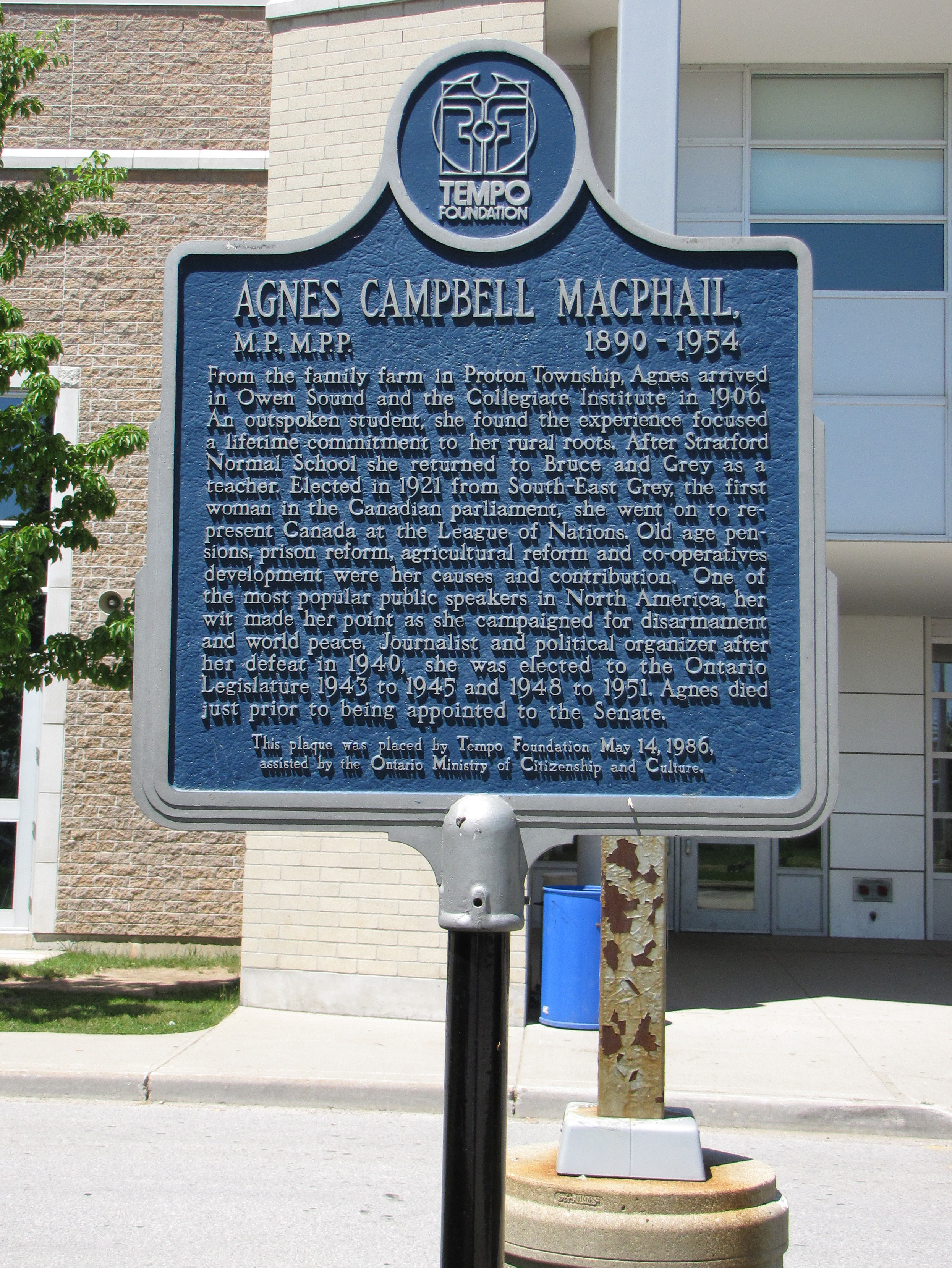
Placca storica in onore di Macphail al di fuori dell'Owen Sound Collegiate & Vocational Institute (OSCVI)

- Nel 1968, quando la Flesherton High School fu sostituita dalla Grey Highlands Secondary School, la vecchia scuola superiore fu convertita in scuola elementare e denominata scuola elementare commemorativa Macphail. Questo edificio è stato sostituito con una nuova scuola con lo stesso nome nel 2006.
- Nel 1981, una scuola pubblica a Scarborough, in Ontario, prese il suo nome.[14]
- Nel 1993, in onore del cinquantesimo anniversario dell'elezione di Macphail alla legislatura dell'Ontario, Michael Prue, sindaco di East York, dichiarò che il 24 marzo sarebbe stato annualmente chiamato Agnes Macphail Day.
- Nel 1994, il consiglio di East York ha istituito il premio Agnes Macphail. Il premio viene assegnato annualmente a "un residente di East York che ha dato contributi eccezionali nel campo dei diritti di uguaglianza, della giustizia sociale e che ha esemplificato e continuato la tradizione di leadership di Macphail".[15]
- Nel 1997, East York ha inaugurato il concorso annuale di lingua Agnes Macphail per gli studenti. Inoltre, ci sono un certo numero di siti in sua memoria a East York, tra cui l'Agnes Macphail Parkette, situato all'angolo tra Mortimer Street e Pape Avenue; il parco giochi Agnes Macphail, il centro risorse Agnes MacPhail e l'Agnes MacPhail Food Bank (tutti situati in 444 Lumsden Avenue).
- Nel 1999, una nuova residenza cittadina è stata costruita da Brownstone Homes e una strada venne tributata a lei, la Macphail Ave.[16]
- Nel 2005, in un concorso gestito dall'ex MPP dell'Ontario Marilyn Churley, Agnes Macphail è stata votata come la più grande donna dell'Ontario.[17]
- Il 24 giugno 2006, a Hopeville, nell'Ontario, è stata svelata una targa di bronzo commemora sulla via di Agnes Macphail.
- Un edificio a 860 Mercer Street a Windsor, in Ontario, è denominato "Agnes Macphail Manor".
- Un episodio del 2015 di Murdoch Mysteries (stagione 8, episodio 17, "Election Day") vede una giovane Agnes Macphail (interpretata da Zoe Fraser) che mostra un interesse per il movimento delle suffragette.
- Appare sull'edizione "Canada 150" nei 10 dollari canadesi insieme a John A. Macdonald, Georges-Étienne Cartier e James Gladstone ed è la prima donna oltre dopo la regina ad avere un posto fisso nella valuta canadese.[18]

### Fonti
- Margaret Stewart e Shackelton, Doris French, Ask no quarter; a biography of Agnes Macphail, Toronto, Longmans, Green, 1959.[collegamento interrotto]
- Walter D. Young, The Anatomy of a Party: The National CCF, 1932–61, Toronto, University of Toronto Press, 1969, ISBN 0-8020-5221-5.